# Conferencia Este (LNBP)
La Conferencia Este, más conocida como Zona Este, es una de las 2 divisiones geográficas de equipos que forman parte de la Liga Nacional de Baloncesto Profesional (LNBP) de México. En la actualidad está integrada por 6 equipos, cuyas sedes se encuentran geográficamente hacia el Este del país de entre los 12 equipos que forman parte de la liga.

## Historia
Anteriormente conocida como Zona Norte, fue creada, junto con la Zona Sur, para la temporada 2004, debido a la cantidad y distribución, a lo largo del país, de equipos que conformaban la liga;  este formato continuó hasta la temporada 2008-2009. Después de 10 años, se retomó el formato de division por zonas para la temporada 2018-2019 de la LNBP. En cada zona un equipo resulta campeón de esta y se enfrenta al campeón de la otra zona en una serie final, de la que sale el campeón absoluto de la liga.

## Equipos

### Temporada 2019-2020
| Zona Este                 |                             |               |                                                              |             |                        |
| Equipo                    | Ciudad                      | 1.ª Temporada | Estadio                                                      | Capacidad   | Entrenador             |
| Correcaminos UAT Victoria | Ciudad Victoria, Tamaulipas | 2000          | Gimnasio Multidisciplinario UAT Victoria                     | 3,500       | Luis García            |
| Dorados de Chihuahua      | Chihuahua, Chihuahua        | 2019-2020     | Gimnasio Manuel Bernardo Aguirre                             | 10,000      | Gustavo Pacheco        |
| Fuerza Regia de Monterrey | Monterrey, Nuevo León       | 2001          | Gimnasio Nuevo León Independiente                            | 5,000       | Paco Olmos             |
| Huracanes de Tampico      | Tampico, Tamaulipas         | 2009-2010     | Gimnasio Olímpico de la UAT                                  | 4,200       | Omar Quintero          |
| Laguneros de La Comarca   | Torreón, Coahuila           | 2018-2019     | Auditorio Municipal de Torreón Gimnasio Auditorio Centenario | 4,363 5,000 | Marcelo Rafael Elusich |
| Leñadores de Durango      | Durango, Durango            | 2002          | Auditorio del Pueblo                                         | 3,500       | Juan José Pidal        |
| Mineros de Zacatecas      | Zacatecas, Zacatecas        | 2017-2018     | Gimnasio "Profesor Marcelino González"                       | 3,500       | Allans Colón           |
| Plateros de Fresnillo     | Fresnillo, Zacatecas        | 2019-2020     | Gimnasio "Solidaridad Municipal"                             | 4,000       | Xavier Aponte Méndez   |

### Temporada 2020
| Zona Este                 |                             |              |                                          |           |                 |
| Equipo                    | Ciudad                      | 1a Temporada | Estadio                                  | Capacidad | Entrenador      |
| Correcaminos UAT Victoria | Ciudad Victoria, Tamaulipas | 2000         | Gimnasio Multidisciplinario UAT Victoria | 3,500     | Luis García     |
| Dorados de Chihuahua      | Chihuahua, Chihuahua        | 2019-2020    | Gimnasio Manuel Bernardo Aguirre         | 10,500    | Gustavo Pacheco |
| Fuerza Regia de Monterrey | Monterrey, Nuevo León       | 2001         | Gimnasio Nuevo León Independiente        | 5,000     | Paco Olmos      |
| Leñadores de Durango      | Durango, Durango            | 2002         | Auditorio del Pueblo                     | 3,500     | Juan José Pidal |
| Plateros de Fresnillo     | Fresnillo, Zacatecas        | 2019-2020    | Gimnasio "Solidaridad Municipal"         | 4,000     | Xavier Aponte   |
| Mineros de Zacatecas      | Zacatecas, Zacatecas        | 2017-2018    | Gimnasio "Profesor Marcelino González"   | 3,500     | Allans Colón    |

### Temporada 2021
| Zona Este                 |                      |                       |               |                                   |           |
| Equipo                    | Entrenador           | Ciudad                | Miembro desde | Pabellón                          | Capacidad |
| Dorados de Chihuahua      | Gustavo Pacheco      | Chihuahua, Chihuahua  | 2000          | Gimnasio Manuel Bernardo Aguirre  | 10,500    |
| Fuerza Regia de Monterrey | Nicolás Casalánguida | Monterrey, Nuevo León | 2001          | Gimnasio Nuevo León Independiente | 5,000     |
| Halcones de Xalapa        | Eduardo Torres       | Xalapa, Veracruz      | 2003          | Gimnasio de la USBI               | 2,785     |
| Leñadores de Durango      | Sebastián Sucarrat   | Durango, Durango      | 2002          | Auditorio del Pueblo              | 3,500     |
| Plateros de Fresnillo     | José Pidal           | Fresnillo, Zacatecas  | 2019-2020     | Gimnasio Solidaridad Municipal    | 4,400     |